# The Luka State
The Luka State – angielski zespół rockowy z Winsford, z hrabstwa Cheshire.
W 2013 roku zespół wydał 3 single: Matter of Time, 30 Minute Break i Rain. Wszystkie zostały nagrane przez Sama Williamsa najbardziej znanego z odkrycia alt-rockowego zespołu Supergrass.

## Dyskografia
Double A-sides
- Matter Of Time / 30 Minute Break (22 sierpnia 2013)

Albumy studyjne
- The Price Of Education (Mini Album; 8 czerwca 2015)
- Demos (EP; 4 listopada 2016)